# Nathaniel Branden
Nathaniel Branden, ursprungligen Blumenthal, född 9 april 1930 i Brampton, Ontario, död 3 december 2014 i Los Angeles, Kalifornien,  var en kanadensisk-amerikansk psykoterapeut och författare som skrivit många böcker om självkänsla. Han är också känd som medarbetare och partner till Ayn Rand.
Branden föddes i Brampton i Ontario i Kanada. Efter high school studerade han psykologi vid University of California, Los Angeles, och tog en Master of Arts vid New York University. Han blev 1973 Ph.D. i psykologi vid California Graduate Institute.
Branden läste Ayn Rands roman Urkällan som tonåring och kontaktade Rand, som bjöd in honom till sitt hem, strax innan han fyllt 20 år. De hade ständig kontakt via telefon och efter en period utvecklades deras relation till ett kärleksförhållande, trots att de båda var gifta. Branden arbetade tillsammans med Rand för att sprida hennes filosofi, objektivism, bland annat genom sitt "Nathaniel Branden Institute", vilket han grundade 1958. Tillsammans gav de ut The Objectivist Newsletter och senare The Objectivist. Essäer av Branden förekommer också i Rands böcker Själviskhetens dygd och Kapitalismen - det okända idealet. 1968 upphörde deras förhållande efter att Rand upptäckt att Branden haft en annan älskarinna; Rand tog avstånd från Branden, som blev persona non grata i objektivism-kretsar och Nathaniel Branden Institute lades ner.
Branden skrev en bok om sin tid med Ayn Rand, Judgment Day, även publicerad i en reviderad version som My Years With Ayn Rand. Branden delade då fortfarande många av Rands idéer men kritiserade delar av hennes filosofi. Bland annat menade han att hon var alltför oemottaglig för nya idéer, samt att hennes filosofi saknar psykologisk insikt och kan leda till skuldkänslor då den inte talar om hur man ska uppnå Rands ideal och fördömer som ondska det som Rand inte tycker om.
Han porträtterades av Eric Stoltz i filmen The Passion of Ayn Rand (1999), som baserades på Brandens före detta fru Barbara Brandens bok med samma titel.